# 内纳德·克利亚伊奇
内纳德·克利亚伊奇（1966年12月21日—），克罗地亚男子手球运动员。他曾代表克罗地亚国家队参加1996年夏季奥林匹克运动会手球比赛，获得一枚金牌。